# 1843 en mathématiques
| Années des mathématiques : 1840 - 1841 - 1842 - 1843 - 1844 - 1845 - 1846    |
| Décennies des mathématiques : 1810 - 1820 - 1830 - 1840 - 1850 - 1860 - 1870 |

Cet article présente les faits marquants de l'année 1843 en mathématiques.

## Évènements
- Introduction des quaternions par le mathématicien irlandais William Rowan Hamilton.